# Larga Veche, Cahul
Larga Veche este un sat în cadrul comunei Larga Nouă, raionul Cahul, Republica Moldova.
Structură etnică
     moldoveni (98,99%)
     ucraineni (0%)
     ruși (0,25%)
     găgăuzi (0%)
     bulgari (0,76%)
     români (0%)
     evrei (0%)
     polonezi (0%)
     țigani (0%)
     alte etnii / nedeclarată (0%)
Conform datelor recensământului din 2004, populația localității este de 396 locuitori, dintre care 196 (49,49%) bărbați și 200 (50,51%) femei. Structura etnică a populației în cadrul localității arată astfel:
- moldoveni — 392;
- ruși — 1;
- bulgari — 3;
- altele / nedeclarată — 0.